# Trithuria
Trithuria is een geslacht van kleine waterplanten uit de familie Hydatellaceae. De soorten komen voor in West-India, Australië en Nieuw-Zeeland.

## Soorten
- Trithuria austinensis D.D.Sokoloff, Remizowa, T.D.Macfarl. & Rudall
- Trithuria australis (Diels) D.D.Sokoloff, Remizowa, T.D.Macfarl. & Rudall
- Trithuria bibracteata Stapf ex D.A.Cooke
- Trithuria cookeana D.D.Sokoloff, Remizowa, T.D.Macfarl. & Rudall
- Trithuria cowieana D.D.Sokoloff, Remizowa, T.D.Macfarl. & Rudall
- Trithuria filamentosa Rodway
- Trithuria fitzgeraldii D.D.Sokoloff, I.Marques, T.D.Macfarl., Rudall & S.W.Graham
- Trithuria inconspicua Cheeseman
- Trithuria konkanensis S.R.Yadav & Janarth.
- Trithuria lanterna D.A.Cooke
- Trithuria occidentalis Benth.
- Trithuria polybracteata D.A.Cooke ex D.D.Sokoloff, Remizowa, T.D.Macfarl. & Rudall
- Trithuria submersa Hook.f.